# Helgenæs Naturefterskole
Helgenæs Naturefterskole er en efterskole beliggende ved Borup, ud til Ebeltoft Vig på østkysten af Helgenæs.
Skolen kendetegnes ved sin friluftsprofil og placering midt i naturen. Skolen ligger klos op ad Nationalpark Mols Bjerge. Efterskolen prioriterer fællesskab, naturen og ture højt – året rundt .

## Historie og profil
- Helgenæs Naturefterskole oprettet i 1995 i eksisterende bygninger.
- Nuværende forstander: Mette Marie Bauer.
- Efterskolen vokser til et elevantal på 85 elever.
- Efterskolen er for elever som kan lide naturen.
- Efterskolen har fire linjer: Islandske heste, Jagt, Fiskeri og Nordisk Friluftsliv.

## Indkvartering
Eleverne bor i en vinklet elevfløj på enten 2, 3 eller personers værelser. Værelserne er adskilt drenge og piger. Pigerne bor ovenpå og drengene nedenunder.
Hvert værelse er en social enhed, hvor eleverne selv har hovedansvaret for rengøring, oprydning og sikring af en omgangsform, hvor der er plads til alle.

## Undervisning
Helgenæs Naturefterskole er en boglig efterskole . Undervisningen fører til, at eleverne kan aflægge folkeskolens afgangsprøve eller FS10 i alle skolefag. Undervisningen tager afsæt i den enkelte elevs kundskaber og færdigheder , og udfordrer disse både i klasselokalet og ude i naturen. Der er desuden en projekt-10. klasse, hvor eleverne ikke skal til afgangsprøve, men arbejder projektorienteret - og blander fagene med praktiske oplevelser og elevprojekter.
Helgenæs Naturefterskole har plads til 85 elever, hvoraf eleverne fordeles på 9. og 10. klassetrin.

## Naturhold og Friluftsliv
Helgenæs Naturefterskole fokuserer på aktiviteter og ture i naturen. Eleverne deltager aktivt i et naturhold, som de selv vælger ved skoleårets start. Målsætningen er generelt at introducere til det nordiske friluftsliv; nærvær, naturliv, aktivitet og læring. Efterskolen tager alle elever med på vinterfjeld i Norge.
- Nordisk Friluftsliv
- Lystfiskeri
- Islandsk hest
- Jagt

## Fodnoter
1. ↑  Helgenæs Naturefterskole – Efterskole med natur og friluftsliv i fokus
2. ↑  Fejlside Helgenæs Naturefterskole
3. ↑  Fejlside Helgenæs Naturefterskole
4. ↑  Fejlside Helgenæs Naturefterskole